# HMS Indefatigable (repülőgép-hordozó)
A HMS Indefatigable a Brit Királyi Haditengerészet egyik Implacable osztályú repülőgép-hordozója volt.

## Története
A hajó építését 1939. november 3-án kezdték a skóciai Clydebankben, a John Brown & Company hajógyárában. Az Indefatigable vízre bocsátására 1942. december 8-án, hadrendbe állítására pedig 1944. május 3-án került sor. A hajót pályafutása elején a Honi Flottához vezényelték. A repülőgép-hordozó első parancsnoka Q. D. Graham kapitány volt.
A hajó első küldetése egy, a német Tirpitz csatahajó elleni támadás volt a norvég fjordoknál. A bevetés nem volt túl sikeres, hiszen a hajó számos berendezésénél problémák jelentkeztek.
Ezt követően a hajó problémáit kijavították, majd 1944. november 19-én az Indefatigable elindult a Távol-Keletre, hogy csatlakozzon a Brit Csendes-óceáni Flottához. A repülőgép-hordozó itt a Brit Csendes-óceáni Flotta parancsnokának, Philip Vian ellentengernagynak (aki egyben HMS Cossack egykori kapitánya) a zászlóshajója lett. 1944. december 10-én, mikor a flotta Colombóba ért, a zászlóshajó szerepet a HMS Indomitable vette át.
1945. április 1-jén, mikor az Indefatigable az okinavai hadműveleteket támogatta, a hajó felépítményét kamikaze-támadás érte. A támadás során tizennégyen vesztették életüket. Köszönhetően a repülőgép-hordozó páncélozott fedélzetének, a támadás után öt órával a hajó már ki is tudta szolgálni a repülőgépeit.
Az Indefatigable azon hajók egyike, mely jelen volt szeptember 2-án a Tokiói-öbölben, ahol aláírták a japánok kapitulációját. A háború után ez a hajó is részt vett a Japánban lévő szövetséges hadifoglyok hazaszállításában, ezt követően pedig szemtanúja volt az Egyesült Államok későbbi, Csendes-óceánon végzett nukleáris kísérleteinek.

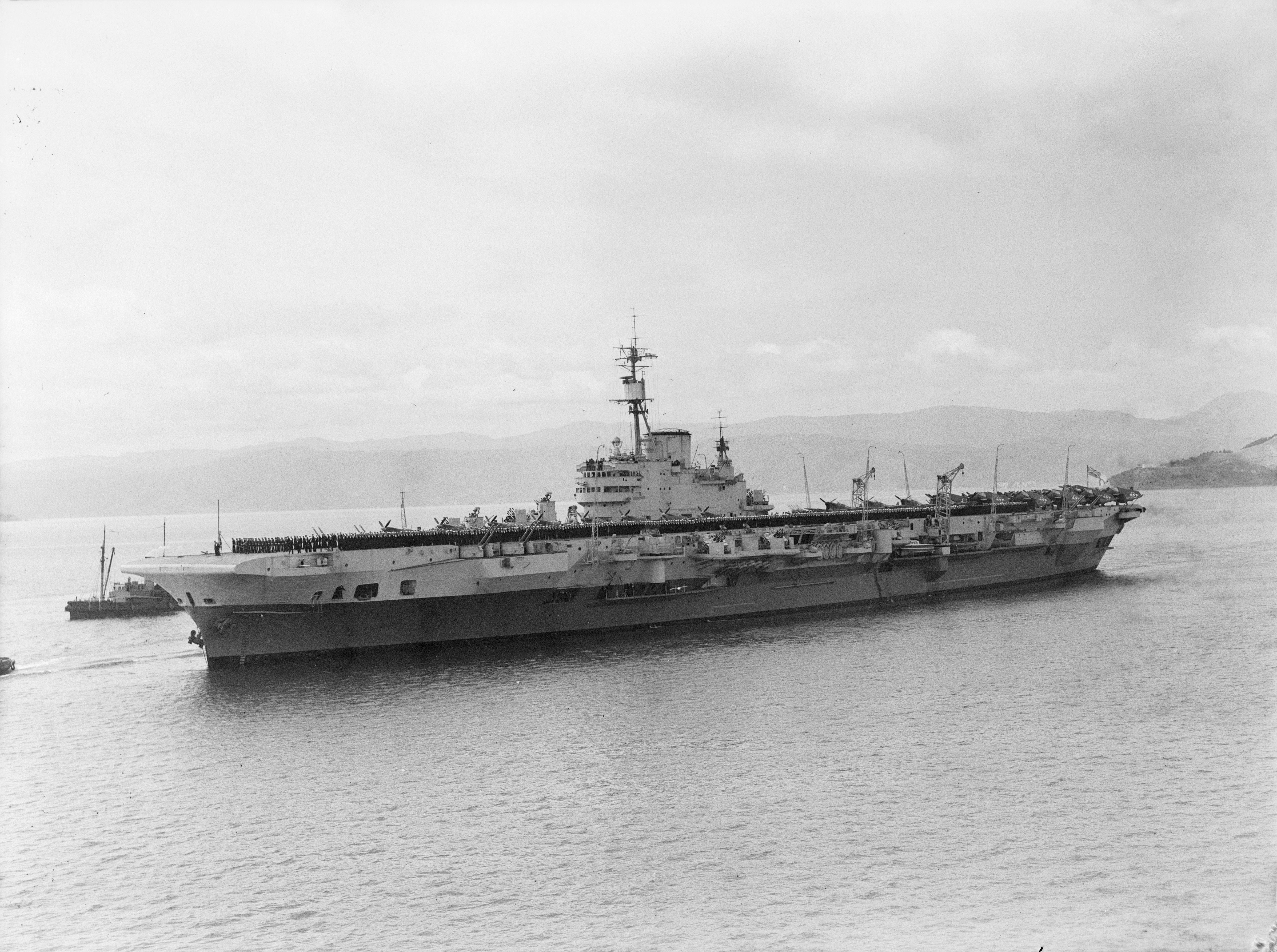
Az HMS Indefatigable brit repülőgép-hordozó az új-zélandi Wellingtonban 1945-ben.

A háború után a hajót kivonták a hadrendből, de 1950-ben kiképzőhajóként ismét hadrendbe állították. Később a hajót ismét - ekkor már véglegesen - kivonták a hadrendből, majd 1956-ban szétbontották.

## A hajó repülőszázadai
A hajón szolgáló repülőszázadokban számos repülőgép-típus megfordult. Ilyenek többek között a Supermarine Seafire, a TBF Avenger és a Fairey Firefly. 1944 novemberében az Indefatigable 73 repülőgéppel rendelkezett: 40 Seafire-rel, 21 Avengerrel és 12 Firefly-al.

## Külső hivatkozások
- Maritimeques HMS Indefatigable fotógaléria (angolul)
- Darrell V. Bumby RN Collection on MaritimeQuest (angolul)